# Yoel Báez
Pour les articles homonymes, voir Baez.
Yoel Báez, né le 3 décembre 1978, est un athlète dominicain, spécialiste du sprint.
Son meilleur temps sur 100 m, obtenu en 2009, est de 10 s 26. Il a été finaliste lors des 12e Championnats ibéro-américains. Il détient le record national du relais 4 × 100 m, en 39 s 01, réalisé le 30 août 2003, 5h1, à Paris Saint-Denis (équipe composée de Juan Encarnación, Luis Morillo, Juan Sainfleur, Yoel Báez).